# 2023-as északisí-világbajnokság
A 44. északisí-világbajnokságot a szlovéniai Planicán rendezték meg 2023. február 21. és március 5. között. 

## Eredmények

### Sífutás

#### Férfiak
| Versenyszám             | Arany                                                                                          | Arany     | Ezüst                                                                            | Ezüst     | Bronz                                                                          | Bronz     |
| ----------------------- | ---------------------------------------------------------------------------------------------- | --------- | -------------------------------------------------------------------------------- | --------- | ------------------------------------------------------------------------------ | --------- |
| 15 km klasszikus stílus | Simen Hegstad Krüger · Norvégia                                                                | 32:17,4   | Harald Østberg Amundsen · Norvégia                                               | 32:22,7   | Hans Christer Holund · Norvégia                                                | 32:42,0   |
| 30 km üldözőverseny     | Simen Hegstad Krüger · Norvégia                                                                | 1:09:40,3 | Johannes Høsflot Klæbo · Norvégia                                                | 1:09:52,5 | Sjur Røthe · Norvégia                                                          | 1:09:54,4 |
| 50 km szabad stílus     | Pål Goldberg · Norvégia                                                                        | 2:01:30,2 | Johannes Høsflot Klæbo · Norvégia                                                | 2:01:31,2 | William Poromaa · Svédország                                                   | 2:01:31,4 |
| 4 × 10 km-es váltó      | Norvégia · Hans Christer Holund · Pål Goldberg · Simen Hegstad Krüger · Johannes Høsflot Klæbo | 1:32:54,7 | Finnország · Ristomatti Hakola · Iivo Niskanen · Perttu Hyvärinen · Niko Anttola | 1:33:41,6 | Németország · Albert Kuchler · Janosch Brugger · Jonas Dobler · Friedrich Moch | 1:33:54,5 |
| Egyéni sprint           | Johannes Høsflot Klæbo · Norvégia                                                              | 2:56,07   | Pål Goldberg · Norvégia                                                          | 2:58,29   | Jules Chappaz · Franciaország                                                  | 2:58,31   |
| Csapatsprint            | Norvégia · Pål Goldberg · Johannes Høsflot Klæbo                                               | 17:28,14  | Olaszország · Francesco De Fabiani · Federico Pellegrino                         | 17:30,62  | Franciaország · Renaud Jay · Richard Jouve                                     | 17:44,62  |

#### Nők
| Versenyszám             | Arany                                                                                           | Arany     | Ezüst                                                                     | Ezüst     | Bronz                                                                      | Bronz     |
| ----------------------- | ----------------------------------------------------------------------------------------------- | --------- | ------------------------------------------------------------------------- | --------- | -------------------------------------------------------------------------- | --------- |
| 10 km klasszikus stílus | Jessie Diggins · Egyesült Államok                                                               | 23:40,8   | Frida Karlsson · Svédország                                               | 23:54,8   | Ebba Andersson · Svédország                                                | 24:00,3   |
| 15 km üldözőverseny     | Ebba Andersson · Svédország                                                                     | 38:11,8   | Frida Karlsson · Svédország                                               | 38:33,8   | Astrid Øyre Slind · Norvégia                                               | 38:59,8   |
| 30 km szabad stílus     | Ebba Andersson · Svédország                                                                     | 1:22:18,0 | Anne Kjersti Kalvå · Norvégia                                             | 1:23:11,0 | Frida Karlsson · Svédország                                                | 1:23:12,2 |
| 4 × 5 km-es váltó       | Norvégia · Tiril Udnes Weng · Astrid Øyre Slind · Ingvild Flugstad Østberg · Anne Kjersti Kalvå | 50:33,3   | Németország · Laura Gimmler · Katharina Hennig · Pia Fink · Victoria Carl | 50:53,8   | Svédország · Emma Ribom · Ebba Andersson · Frida Karlsson · Maja Dahlqvist | 51:02,0   |
| Egyéni sprint           | Jonna Sundling · Svédország                                                                     | 3:21,67   | Emma Ribom · Svédország                                                   | 3:22,54   | Maja Dahlqvist · Svédország                                                | 3:26,12   |
| Csapatsprint            | Svédország · Emma Ribom · Jonna Sundling                                                        | 19:40,73  | Norvégia · Anne Kjersti Kalvå · Tiril Udnes Weng                          | 19:43,15  | Egyesült Államok · Jessie Diggins · Julia Kern                             | 19:46,06  |

### Síugrás

#### Férfiak
| Versenyszám              | Arany                                                         | Arany      | Ezüst                                                                                                | Ezüst      | Bronz                                                                    | Bronz      |
| ------------------------ | ------------------------------------------------------------- | ---------- | --- | ---------- | ------------------------------------------------------------------------ | ---------- |
| Normálsánc               | Piotr Żyła · Lengyelország                                    | 261,8 pont | Andreas Wellinger · Németország                                                                      | 259,2 pont | Karl Geiger · Németország                                                | 257,7 pont |
| Nagysánc                 | Timi Zajc · Szlovénia                                         | 287,5 pont | Kobajasi Rjójú · Japán                                                                               | 276,8 pont | Dawid Kubacki · Lengyelország                                            | 276,2 pont |
| Csapatverseny (nagysánc) | Szlovénia · Lovro Kos · Žiga Jelar · Timi Zajc · Anže Lanišek | 1178,9     | Norvégia · Johann André Forfang · Kristoffer Eriksen Sundal · Marius Lindvik · Halvor Egner Granerud | 1166,0     | Ausztria · Daniel Tschofenig · Michael Hayböck · Jan Hörl · Stefan Kraft | 1139,4     |

#### Nők
| Versenyszám                | Arany                                                                             | Arany      | Ezüst                                                                                     | Ezüst      | Bronz                                                                                   | Bronz      |
| -------------------------- | --------------------------------------------------------------------------------- | ---------- | ----------------------------------------------------------------------------------------- | ---------- | --------------------------------------------------------------------------------------- | ---------- |
| Normálsánc                 | Katharina Althaus · Németország                                                   | 249,1 pont | Eva Pinkelnig · Ausztria                                                                  | 246,9 pont | Anna Odine Strøm · Norvégia                                                             | 246,0 pont |
| Nagysánc                   | Alexandria Loutitt · Kanada                                                       | 264,4 pont | Maren Lundby · Norvégia                                                                   | 254,0 pont | Katharina Althaus · Németország                                                         | 245,9 pont |
| Csapatverseny (normálsánc) | Németország · Anna Rupprecht · Luisa Görlich · Selina Freitag · Katharina Althaus | 843,8 pont | Ausztria · Chiara Kreuzer · Julia Mühlbacher · Jacqueline Seifriedsberger · Eva Pinkelnig | 831,1 pont | Norvégia · Maren Lundby · Eirin Maria Kvandal · Thea Minyan Bjørseth · Anna Odine Strøm | 828,6 pont |

#### Vegyes
| Versenyszám                | Arany                                                                              | Arany       | Ezüst                                                                                             | Ezüst       | Bronz                                                            | Bronz       |
| -------------------------- | ---------------------------------------------------------------------------------- | ----------- | ------------------------------------------------------------------------------------------------- | ----------- | ---------------------------------------------------------------- | ----------- |
| Csapatverseny (normálsánc) | Németország · Selina Freitag · Karl Geiger · Katharina Althaus · Andreas Wellinger | 1017,2 pont | Norvégia · Anna Odine Strøm · Johann André Forfang · Thea Minyan Bjørseth · Halvor Egner Granerud | 1004,5 pont | Szlovénia · Nika Križnar · Timi Zajc · Ema Klinec · Anže Lanišek | 1000,4 pont |

### Északi összetett

#### Férfiak
| Versenyszám                        | Arany                                                                                | Arany   | Ezüst                                                                         | Ezüst   | Bronz                                                                               | Bronz   |
| ---------------------------------- | ------------------------------------------------------------------------------------ | ------- | ----------------------------------------------------------------------------- | ------- | ----------------------------------------------------------------------------------- | ------- |
| Normálsánc + 10 km                 | Jarl Magnus Riiber · Norvégia                                                        | 24:36,3 | Julian Schmid · Németország                                                   | 24:55,7 | Franz-Josef Rehrl · Ausztria                                                        | 24:57,3 |
| Nagysánc + 10 km                   | Jarl Magnus Riiber · Norvégia                                                        | 23:42,6 | Jens Lurås Oftebro · Norvégia                                                 | 24:44,0 | Johannes Lamparter · Ausztria                                                       | 24:47,3 |
| Csapatverseny, nagysánc + 4 × 5 km | Norvégia · Espen Andersen · Jens Lurås Oftebro · Jørgen Graabak · Jarl Magnus Riiber | 47:20,4 | Németország · Eric Frenzel · Vinzenz Geiger · Johannes Rydzek · Julian Schmid | 47:29,4 | Ausztria · Martin Fritz · Lukas Greiderer · Stefan Rettenegger · Johannes Lamparter | 47:29,7 |

#### Nők
| Versenyszám       | Arany                           | Arany   | Ezüst                             | Ezüst   | Bronz                 | Bronz   |
| ----------------- | ------------------------------- | ------- | --------------------------------- | ------- | --------------------- | ------- |
| Normálsánc + 5 km | Gyda Westvold Hansen · Norvégia | 14:27,1 | Nathalie Armbruster · Németország | 14:38,6 | Kaszai Haruka · Japán | 14:42,8 |

#### Vegyes
| Versenyszám                                       | Arany                                                                                       | Arany   | Ezüst                                                                            | Ezüst   | Bronz                                                                              | Bronz   |
| ------------------------------------------------- | ------------------------------------------------------------------------------------------- | ------- | -------------------------------------------------------------------------------- | ------- | ---------------------------------------------------------------------------------- | ------- |
| Csapatverseny, normálsánc + 2 × 2,5 km / 2 × 5 km | Norvégia · Jens Lurås Oftebro · Ida Marie Hagen · Gyda Westvold Hansen · Jarl Magnus Riiber | 37:38,2 | Németország · Vinzenz Geiger · Jenny Nowak · Nathalie Armbruster · Julian Schmid | 38:26,0 | Ausztria · Stefan Rettenegger · Annalena Slamik · Lisa Hirner · Johannes Lamparter | 38:38,2 |